# Veronika Cvašková
Veronika Cvašková (* 17. April 1981) ist eine slowakische Grasskiläuferin. Sie wurde 2003 Weltmeisterin in der Kombination und gewann weitere vier Silbermedaillen bei den Weltmeisterschaften 2003 und 2009. In den Jahren 2001 und 2003 erreichte sie den zweiten Platz im Gesamtweltcup.

## Karriere
Veronika Cvašková gehörte zu Beginn der 2000er-Jahre zu den besten Grasskiläuferinnen. Ihre größten Erfolge feierte sie bei der Weltmeisterschaft 2003 im italienischen Castione della Presolana. Dort gewann die damals 22-Jährige drei Silbermedaillen im Slalom, im Riesenslalom und im Super-G und wurde damit Weltmeisterin in der aus Slalom und Super-G gebildeten Kombination. In der Gesamtwertung des seit dem Jahr 2000 ausgetragenen Weltcups erreichte sie ihre besten Ergebnisse in den Saisonen 2001 und 2003, als sie hinter Sylva Lipčíková bzw. Ingrid Hirschhofer jeweils Zweite im Gesamtweltcup wurde. Nach der für sie so erfolgreichen Saison 2003 beendete Veronika Cvašková vorläufig ihre Karriere. Erst nach einer fünfjährigen Pause kehrte sie 2009 wieder ins Wettkampfgeschehen zurück. Der größte Erfolg in ihrer Comebacksaison war der Gewinn der Silbermedaille im Slalom bei der Weltmeisterschaft 2009 im österreichischen Rettenbach; im Weltcup blieb sie 2009 aber ohne Podestplatz. In der Saison 2010 fuhr sie in vier Weltcuprennen sowie einem FIS-Rennen unter die besten drei und wurde Sechste im Gesamtweltcup. Nachdem sie im Jahr 2011 erneut keine Wettkämpfe bestritten hatte, nahm Cvašková in der Saison 2012 wieder an den beiden Weltcuprennen in San Sicario teil. Im Riesenslalom gelang ihr auf Anhieb ein Sieg, im Super-G wurde sie Vierte.

## Erfolge

### Weltmeisterschaften
(vollständige Ergebnisse erst ab 2003 bekannt, davor gewann sie keine Medaillen)
- Castione della Presolana 2003: 1. Kombination, 2. Slalom, 2. Riesenslalom, 2. Super-G
- Rettenbach 2009: 2. Slalom, 8. Riesenslalom, 8. Super-Kombination, 10. Super-G

### Weltcup
- 2 × 2. Platz im Gesamtweltcup in den Saisonen 2001 und 2003